# Fine Line (àlbum)
Fine Line -en català: «Línia fina»- és el segon àlbum d'estudi del cantant britànic Harry Styles. Es va llançar el 13 de desembre de 2019 a través d'Erskine i Columbia Records. Per a la seva promoció va comptar amb cinc senzills: «Lights Up», «Adore You», «Falling», «Watermelon Sugar», «Golden» i «Treat People With Kidness».
Va debutar en el número tres a la llista d'àlbums del Regne Unit i en el número 1 en el Billboard 200, el que el converteix en el segon nombre consecutiu de Styles en àlbums als Estats Units. Va tenir la tercera setmana de vendes més gran de 2019 als Estats Units, i va trencar el rècord com el debut més gran d'un artista masculí britànic amb 478.000 unitats equivalents a l'àlbum, certificant posteriorment amb disc de platí per la Recording Industry Association of America (RIAA) per vendes de més d'un milió d'unitats.
Va rebre crítiques generalment positives dels crítics i va ser nominat a l'Àlbum de l'any en els Brit Awards 2020 i als el millor àlbum de pop vocal en els Premis Grammy de 2021. També va guanyar com Àlbum favorits per Pop/Rock en els American Music Awards. Així mateix, va ser inclòs en la llista dels 500 millors àlbums per la revista Rolling Stone, ocupant el lloc 491.

## Antecedents i desenvolupament
El 26 d'agost de 2019, es va informar que el cantant estava realitzant els «tocs finals» del seu nou àlbum. Styles va comentar haver consumit de droga psicodèlica durant el procés de creació del disc. Per a una entrevista a Rolling Stone, va declarar que l'àlbum tracta «sobre tenir sexe i sentir-se trist».
En els dies previs al llançament del primer senzill del material «Lights Up», van aparèixer cartells publicitaris a diverses ciutats del món amb la frase «¿Saps qui ets?», Que es van relacionar amb una nova era de Styles després que cadascun els cartells presentés el logotip de Columbia Records i l'acrònim «TPWK», que significa «Tracta a les persones amb amabilitat», frase que ja havia aparegut en la mercaderia de la gira de Styles.
El 4 de novembre de 2019 Styles va anunciar l'àlbum al costat de la seva portada oficial a través de les seves xarxes socials. L'àlbum va ser promocionat en l'episodi del 16 de novembre de 2019 del programa de televisió Saturday Night Live.

## Promoció
El primer senzill de l'àlbum «Lights Up» es va estrenar l'11 d'octubre de 2019. La pista amb sons R & B i soul, va ser escrita per Styles, Thomas Hull i Tyles Johnson, mentre que la producció va ser duta a terme per aquest últim. la pista va aconseguir la tercera posició en el Regne Unit, i la ubicació disset en la llista Billboard Hot 100 dels Estats Units.
El 16 de novembre de 2019, es va llançar al programa de televisió Saturday Night Live el segon senzill «Watermelon Sugar», on Styles ho va interpretar per primera vegada, al costat de el tema «Lights Up».

## Recepció crítica
Fine Line va rebre ressenyes generalment positives. En Metacritic, que assigna una qualificació normalitzada de 100, l'àlbum té un puntuació mitjana de 77 de 100, el que indica «ressenyes generalment favorables» basades en 14 ressenyes.
Laura Sanpo, escrivint per a The Guardian, senyala que «Styles està complementa la seva composició i la seva capacitat per vendre la història». Nomenant a «Golden», «Watermelon Sugar», «To Be So Lonely" i "She» com a exemples notables. Gregory Robinson, també per a The Guardian, va qualificar l'àlbum com «segur, convincent i enganxós» i «un pas segur a l'aventura musical capritxosa de Styles». Hannah Mylrea de NME va escriure que «en la seva major part, el segon àlbum de Styles és una alegria total», mentre ho anomena «una combinació elegant del pop modern i elegant i el seu propi encant murri». Rea McNamara de NOW Magazine va elogiar la decisió de Styles d'inclinar cap al «pop exuberant i commovedor», a el temps que va nomenar «Sunflower, Vol. 6» com la millor cançó de l'àlbum. Nick Catucci, escrivint per a Rolling Stone, va cridar a l'àlbum «excel·lent». Chris Willman de Variety va qualificar l'àlbum com "molt bo".
Alex Rodobolski de Exclaim! va opinar que «hi ha una certa sensació de misticisme al voltant de l'àlbum» i que amb ell, «Styles pot entrar en el seu, més que amb el seu debut homònim». Rodobolski finalitza la revisió escrivint Fine Line és una prova que Harry Styles ha crescut com a artista des del seu debut en solitari «i que no ha arribat a el màxim potencial, però certament està en camí». Susan Hansen, escrivint per Clash, va escriure que l'àlbum és «una obra meravellosament brillant, inspiradora i ambiciosa, ple de confiança i alegria combinada amb alguns tons més foscos», i després afegeix que «hi ha una línia fina entre la música pop simple i la bona música pop que és interessant d'escoltar», en què, Harry Styles definitivament cau en l'última categoria. Madison Vain d'Esquire va qualificar l'àlbum de «escandalosament bo».
Hi ha crítiques que van ser menys positives. Tim Sendra de AllMusic va felicitar la veu de Styles i va opinar que «Watermelon Sugar», «Golden», «She» i «Sunflower, Vol. 6» són els temes destacats, però també va declarar que Styles «vol fer música que passi la prova de el temps i que realment li importi la gent». Jeremy Larson, escrivint per Pitchfork, va sentir que Styles «amaga dins d'un disc místic de pop-rock que ens manté allunyats de qui és com a compositor i estrella de rock incipient» mentre afegeix «escolto a un tipus que encara té por, que mai farà un disc com David Bowie», encara que va escriure que «el so real de Fine Line és increïble». Neil McCormick de The Daily Telegraph va cridar a l'àlbum «bo però intranscendent».

## Llista de cançons
Llista de cançons adaptada per a Apple Music:
| Nº  | Títol                        | Escritor(s)                                              | Productor(s)                          | Duració |
| --- | ---------------------------- | -------------------------------------------------------- | ------------------------------------- | ------- |
| 1.  | «Golden»                     | Harry Styles, Mitch Rowland, Thomas Hull i Tyler Johnson | Kid Harpoon i Johnson                 | 3:28    |
| 2.  | «Watermelon Sugar»           | Styles, Rowland, Kid Harpoon i Johnson                   | Kid Harpoon i Johnson                 | 2:53    |
| 3.  | «Adore You»                  | Styles, Hull, Amy Allen i Johnson                        | Kid Harpoon i Johnson                 | 3:27    |
| 4.  | «Lights Up»                  | Styles, Johnson i Thomas Hull                            | Johnson                               | 2:52    |
| 5.  | «Cherry»                     | Styles, Johnson, Sammy Witte, Hull i Jeff Bhasker        | Kid Harpoon, Johnson, Bhasker i Witte | 4:19    |
| 6.  | «Falling»                    | Styles i Hull                                            | Kid Harpoon                           | 4:00    |
| 7.  | «To Be So Lonely»            | Styles, Rowland, Hull i Johnson                          | Kid Harpoon i Johnson                 | 3:12    |
| 8.  | «She»                        | Styles, Rowland, Hull i Bhasker                          | Kid Harpoon i Bhasker                 | 6:02    |
| 9.  | «Sunflower, Vol. 6»          | Styles, Greg Kurstin i Hull                              | Kustin i Kid Harpoon                  | 3:41    |
| 10. | «Canyon Moon»                | Styles, Hull i Rowland                                   | Kid Harpoon                           | 3:09    |
| 11. | «Treat People with Kindness» | Styles, Bhasker i Ilsey Juber                            | Bhasker                               | 3:17    |
| 12. | «Fine Line»                  | Styles, Rowland, Hull, Johnson i Witte                   | Kid Harpoon, Johnson i Witte          | 6:17    |

## Premis i nominacions
| Any  | Premiació             | Categoría                  | Resultat  |
| ---- | --------------------- | -------------------------- | --------- |
| 2020 | American Music Awards | Àlbum Favorit de Pop/Rock  | Guanyador |
| 2020 | BRIT Awards           | Àlbum de l'Any Britànic    | Nominat   |
| 2020 | LOS40 Music Awards    | Millor Àlbum Internacional | Nominat   |
| 2021 | Premis Grammy         | Millor Àlbum Vocal de Pop  | Nominat   |